# Тичинето
Тичинето (итал. Ticineto) — коммуна в Италии, располагается в регионе Пьемонт, в провинции Алессандрия.
Население составляет 1397 человек (2008 г.), плотность населения составляет 171 чел./км². Занимает площадь 8 км². Почтовый индекс — 15040. Телефонный код — 0142.
Покровителем населённого пункта считается святой San Pietro martire.

## Демография
Динамика населения:

## Администрация коммуны
- Официальный сайт: